# Biscarrosse
Biscarrosse település Franciaországban, Landes megyében. Lakosainak száma 15 412 fő (2022. január 1.). Biscarrosse La Teste-de-Buch, Gastes, Parentis-en-Born, Sanguinet, Lugos és Ychoux községekkel határos.

## Népesség
A település népességének változása:
| Lakosok száma | 7159 | 8065 | 9054 | 12 031 | 13 983 | 14 336 | 14 182 | 13 947 | 14 034 | 15 412 |
|               | 1968 | 1982 | 1990 | 2006   | 2013   | 2015   | 2017   | 2019   | 2020   | 2022   |